# Квинкана
Квинкана (лат. Quinkana) — вымерший род сухопутных крокодилов, представители которого обитали в Австралии в неогене — антропогене. Квинканы появились около 24 млн лет назад, и вымерли около 40 000 лет назад. Во время своего существования квинканы стали одними из главнейших хищников Австралии. Слово «квинкана» происходит от названия этого животного в фольклоре аборигенов Австралии — «куинканс».

## Виды
- Quinkana fortirostrumtypus — Квинсленд, плиоцен и плейстоцен[2].
- Quinkana babarra — Квинсленд, начало плиоцена.
- Quinkana timara — Северная территория, середина миоцена.
- Quinkana meboldi — Квинсленд, конец олигоцена.

## Внешний вид
Квинканам, как и всем сухопутным крокодиломорфам, было свойственно прямое положение конечностей, которое позволяло им быстро преследовать добычу. Также, у них были пильчатые зубы, отличающиеся от относительно гладких зубов большинства водных крокодилов.
Самые древние известные представители рода, Q. timara и Q. meboldi, были длиной около 2 метров, а самый поздний Q. fortirostrum достигал примерно 3 м в длину. Однако, фрагмент челюсти неидентифицированного вида квинканы (возможно, Q. barbarra) из раннего Плиоцена принадлежал 6-7 метровому животному.

## Родственные роды
Род Quinkana относился к кладе Mekosuchinae. Другие роды, входившие в эту кладу: Australosuchus, Baru, Kambara, Mekosuchus, Pallimnarchus, Trilophosuchus, Volia.